# Leopold Moro

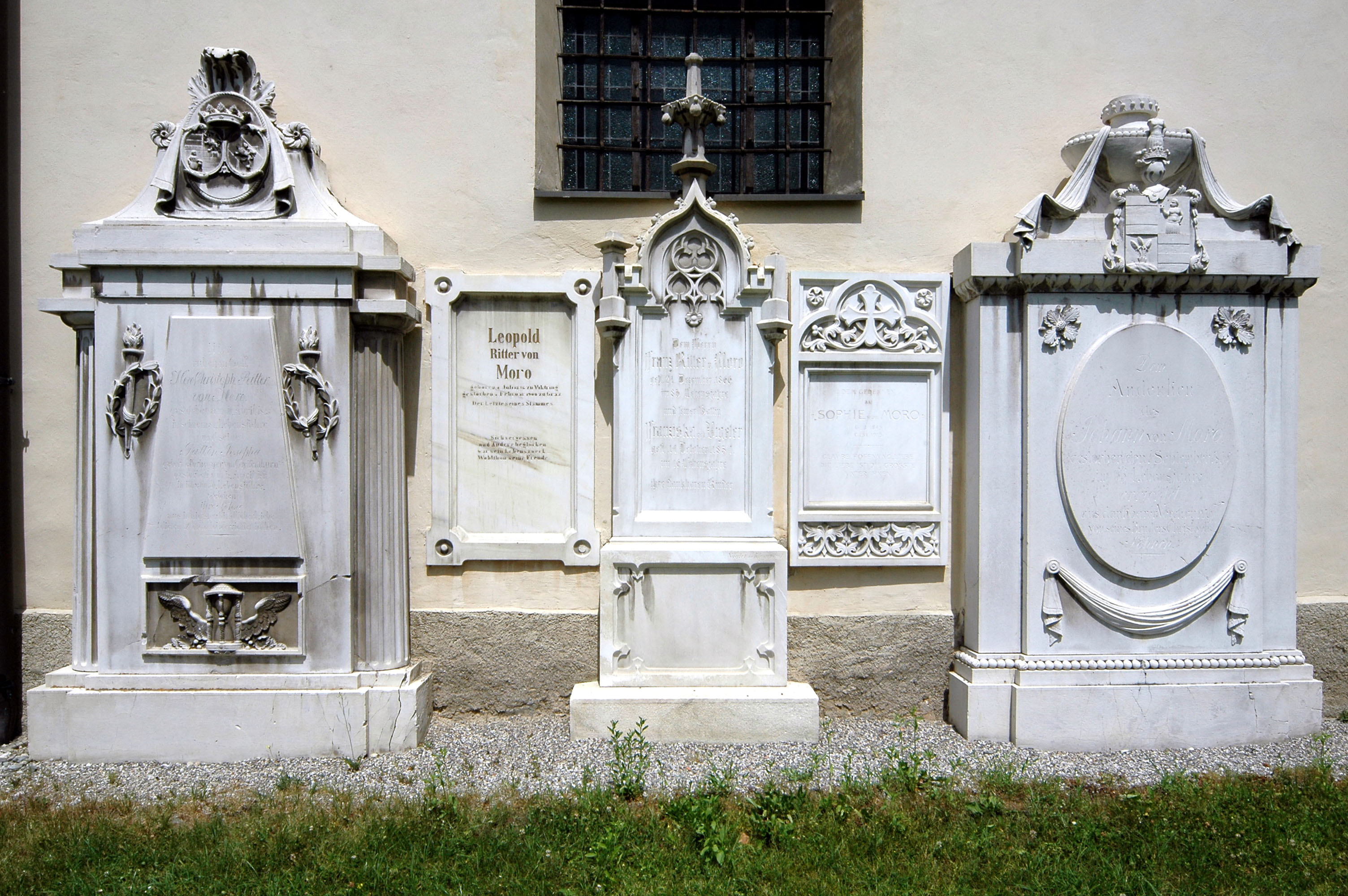
Grabstätte der Familie Moro an der Pfarrkirche Viktring-Stein

Leopold Moro, auch Leopold von Moro oder Leopold Ritter von Moro (* 1. Juli 1826 in Viktring, (heute Stadt Klagenfurt); † 5. Februar 1900 in Graz) war Gutsbesitzer und Abgeordneter zum Österreichischen Abgeordnetenhaus.

## Leben
Leopold Moro war Sohn des Tuchfabrikanten und Gutsbesitzers Franz Ritter von Moro († 1866). Max von Moro war sein Bruder. Nach dem Besuch eines Gymnasiums in Klagenfurt studierte er zwischen 1843 und 1845 Philosophie, Chemie und Mathematik an der Universität Prag. Er war bis zum Jahr 1899 Gesellschafter der Feintuchfabrik Gebrüder Moro in Viktring. Lange Jahre war er Mitbesitzer, seit 1899 Alleinbesitzer des Gutes Mageregg in der Gemeinde Lendorf (heute Stadt Klagenfurt). Von 1877 bis 1898 war er Vizepräsident der Handels- und Gewerbekammer Klagenfurt, außerdem war er Präsident des Kärntner Gartenbauvereins.
Leopold Moro war von 1867 bis 1896 im Kärntner Landtag (2., 3., 4., 5., 6. und 7. Wahlperiode). Im Jahr 1856 war er Gemeinderat, von 1861 bis 1899 Bürgermeister von Viktring.
Er war römisch-katholisch und seit 1894 verheiratet mit Ida Freiin von Schlosser, verwitwete von Rainer, mit der er aber keine Kinder hatte.

## Politische Funktionen
Leopold von Moro war vom 18. März 1879 bis zum 22. Mai 1879 Abgeordneter des Abgeordnetenhauses im Reichsrat (V. Legislaturperiode), Kronland Kärnten, Kurie Städte 1, Region Klagenfurt (in einer Nachwahl nach dem Rücktritt von Gabriel Ritter von Jessernigg).
Er war auch vom 7. Oktober 1879 bis zum 23. April 1885 und vom 22. September 1885 bis zum 23. Januar 1891 Abgeordneter des Abgeordnetenhauses im Reichsrat (VI. und VII.  Legislaturperiode), Kronland Kärnten, Kurie Städte 1, Region Klagenfurt.
Vom 9. April 1891 bis zum 22. Januar 1897 war er Abgeordneter des Abgeordnetenhauses im Reichsrat (VIII. Legislaturperiode), Kronland Kärnten, Kurie Großgrundbesitz.

## Klubmitgliedschaften
Leopold von Moro war ab 1879 Mitglied im Klub der Liberalen, ab dem 19. November 1881 bei den Vereinigten Linken und am 1885 beim Deutschösterreichischen Klub. Ab dem 6. November 1888 gehörte er den Vereinigten Deutschen Linken an.